# NGC 4610
NGC 4610 este o galaxie situată în constelația . A fost descoperită în  de către William Herschel.